# US Biskra
Union Sportive de Biskra (în arabă الإتحاد الرياضي لبسكرة), cunoscută ca US Biskra sau simplu USB, este un club de fotbal algerian care reprezintă orașul Biskra în competițiile fotbalistice. În prezent echipa concurează în prima ligă, primul nivel fotbalistic din Algeria.